# Copa de Alemania 2020-21
La DFB-Pokal 2020-21 fue la 78.ª edición de esta competición anual de la Copa de Alemania. Comenzó el 11 de septiembre de 2020 con la primera ronda y finalizó el 13 de mayo de 2021 en el Estadio Olímpico de Berlín. El campeón fue el Borussia Dortmund y participará en la DFL-Supercup 2021 y ganó un cupo para la UEFA Europa League 2021-22.
Originalmente, la competencia estaba programada para comenzar el 14 de agosto de 2020 y concluir el 22 de mayo de 2021, aunque esto se retrasó debido a la postergación de la temporada anterior como resultado de la pandemia de COVID-19. La DFB-Pokal es considerado el segundo título de club más importante en el fútbol alemán después del campeonato de la Bundesliga. La DFB-Pokal estuvo organizada por la Federación Alemana de Fútbol (DFB).

## Calendario
Todos los sorteos generalmente se realizaron en el Museo Alemán de Fútbol en Dortmund, un domingo por la noche a las 18:00 después de cada ronda (a menos que se indique lo contrario). Los sorteos fueron televisados por ARD y Sportschau. A partir de los cuartos de final, el sorteo de DFB-Pokal Femenina también se llevó a cabo al mismo tiempo. Las diferentes rondas fueron programadas de la siguiente forma:
| Ronda            | Fecha de sorteo          | Partidos                                                                           |
| ---------------- | ------------------------ | ---------------------------------------------------------------------------------- |
| Primera ronda    | 26 de julio de 2020      | 11–14 de septiembre de 2020 (originalmente 14–17 de agosto de 2020)                |
| Segunda ronda    | 20 de septiembre de 2020 | 22–23 de diciembre de 2020 (originalmente 27–28 de octubre de 2020)                |
| Octavos de final | 27 de diciembre de 2020  | 2–3 de febrero de 2021                                                             |
| Cuartos de final | 7 de febrero de 2021     | 2–3 de marzo de 2021                                                               |
| Semifinales      | 7 de marzo de 2021       | 1–2 de mayo de 2021 (posible reprogramación al 20–21 de abril de 2021)             |
| Final            | 7 de marzo de 2021       | 13 de mayo de 2021 (originalmente 22 de mayo de 2021) en el Olympiastadion, Berlín |

## Equipos participantes
Participarán 64 equipos: los 18 equipos de la 1. Bundesliga 2019-20, los 18 equipos de la 2. Bundesliga 2019-20, los 4 mejores equipos de la 3. Liga 2019-20 y 24 equipos de las 21 Copas Regionales 2019-20, (Las Copas Regionales Westfalia, Baviera y Baja Sajonia tienen 2 representantes cada una, las otras Copas Regionales solo uno).
| Bundesliga Los 18 clubes de la temporada 2019-20 | 2. Bundesliga Los 18 clubes de la temporada 2019-20 | 3. Liga Los mejores 4 clubes de la temporada 2019-20 |
| - Augsburgo - Unión Berlín - Hertha Berlín - Werder Bremen - Borussia Dortmund - Colonia - Wolfsburgo - Eintracht Fráncfort - Bayern Múnich - Friburgo - Fortuna Düsseldorf - Hoffenheim - RB Leipzig - Bayer 04 Leverkusen - Maguncia 05 - Borussia Mönchengladbach - Schalke 04 - Paderborn 07 | - Stuttgart - Hannover 96 - Núremberg - Erzgebirge Aue - Dinamo Dresde - Arminia Bielefeld - Bochum - Darmstadt 98 - Hamburgo - Greuther Fürth - Heidenheim - Holstein Kiel - Jahn Ratisbona - Sandhausen - San Pauli - Osnabrück - Karlsruher - Wehen Wiesbaden | - Eintracht Brunswick - Wurzburgo Kickers - Ingolstadt 04 - Duisburgo |
| Representativos de las asociaciones regionales Los 24 representativos de 21 asociaciones regionales de la DFB, clasifican a través de Copas Regionales 2019-20 | | |
| - Baden Waldhof Mannheim - Baviera 1860 Múnich (GC) Schweinfurt 05 (RB) - Berlín Altglienicke - Brandeburgo Unión Fürstenwalde - Bremen Oberneuland - Hamburgo Eintracht Norderstedt - Hesse Steinbach Haiger                                                                                    | - Bajo Rin Rot-Weiss Essen - Baja Sajonia Havelse (3L/RL) Eintracht Celle (CA) - Mecklenburgo-Pomerania Hansa Rostock - Rin Medio Düren - Renania Engers 07 - Sarre Elversberg - Sajonia Chemnitzer                                                              | - Sajonia-Anhalt Magdeburgo - Schleswig-Holstein Todesfelde - Baden del Sur Rielasingen-Arlen - Suroeste Kaiserslautern - Turingia Carl Zeiss Jena - Westfalia Meinerzhagen (GC) Wiedenbrück (PO) - Wurtemberg Ulm |

## Formato

### Participación
La DFB-Pokal comienza con una ronda de 64 equipos. Los 36 equipos de la Bundesliga y 2. Bundesliga, junto con los 4 primeros clasificados de la 3. Liga se califican automáticamente para el torneo. De los restantes cupos, 21 se otorgan a los ganadores de las copas de las asociaciones regionales de fútbol, el Verbandspokal o Copas Regionales. Los 3 cupos restantes se asignan a las tres asociaciones regionales con la mayoría de los equipos, que actualmente son Baviera, Baja Sajonia y Westfalia. El equipo amateur mejor clasificado de Regionalliga Bayern recibe el lugar para Baviera. Para Baja Sajonia, la Copa de Baja Sajonia se divide en dos llaves: uno para 3. Liga y Regionalliga Nord, y el otro para equipos amateur. Los ganadores de cada llave califican. Para Westfalia, el ganador de un play-off entre el equipo mejor clasificado de la Regionalliga West y la Oberliga Westfalen también se clasifica. Como cada equipo tiene derecho a participar en torneos locales que califican para las copas de la asociación, cada equipo puede, en principio, competir en el DFB-Pokal. Los equipos de reserva y las secciones de fútbol combinadas no pueden entrar, junto con dos equipos de la misma asociación o corporación.

### Sorteo
Los sorteos para las diferentes rondas se realizan de la siguiente manera:
Para la primera ronda, los equipos participantes se dividirán en dos bombos de 32 equipos cada uno. El primer bombo contiene todos los equipos que se han clasificado a través de sus competiciones de copa regionales, los mejores cuatro equipos de la 3. Liga y los cuatro equipos inferiores de la 2. Bundesliga. Cada equipo de este bombo será emparejado con un equipo del segundo bombo, que contiene todos los equipos profesionales restantes (todos los equipos de la Bundesliga y los catorce equipos restantes de la 2. Bundesliga). Los equipos del primer bombo se establecerán como el equipo local en el proceso del sorteo.
El escenario de dos bombos también se aplicará para la segunda ronda, con los restantes equipos de la 3. Liga y/o equipo(s) amateur(s) en el primer bombo y los restantes equipos de la Bundesliga y 2. Bundesliga en el otro bombo. Una vez más, la 3. Liga y/o equipo(s) amateur(s) servirán como anfitriones. Sin embargo, esta vez los bombos no tienen que ser de la misma cantidad, dependiendo de los resultados de la primera ronda. Teóricamente, incluso es posible que haya un solo bombo, si todos los equipos de uno de los bombos de la primera ronda vencen a todos los demás en el segundo bombo. Una vez que un bombo esté vacío, los pares restantes se extraerán del otro bombo con el primer equipo sorteado para un partido que sirva como anfitriones.
Para las rondas restantes, el sorteo se realizará desde un solo bote. Cualquier equipo de la 3. Liga y/o equipo(s) amateur(s) será el equipo local si se empareja contra un equipo profesional. En todos los demás casos, el primer equipo seleccionado servirá como anfitriones.

### Sistema de juego
Los equipos se enfrentan en un solo partido por ronda. En caso de empate en tiempo reglamentario, se añadirán dos tiempos suplementarios de quince minutos cada uno y si el encuentro sigue igualado, la tanda de penaltis definirá que equipo avanza a la siguiente fase. Un total de siete jugadores pueden aparecer en el banco de suplentes, y se permiten hasta tres sustituciones durante los 90 minutos. Después de la aprobación por la IFAB en 2016, se permite el uso de un cuarto sustituto en tiempo adicional como parte de un proyecto piloto. A partir de los cuartos de final, un video árbitro asistente será designado para todos los partidos de DFB-Pokal. Aunque técnicamente es posible, el VAR no se utilizará para los partidos en casa de los clubes de la Bundesliga antes de los cuartos de final para brindar un enfoque uniforme a todos los partidos.

### Clasificación
El ganador de la DFB-Pokal obtiene la calificación automática para la fase de grupos de la edición del próximo año de la UEFA Europa League. Si ya se han clasificado para la Liga de Campeones de la UEFA a través de la posición en la Bundesliga, el puesto irá al equipo en sexto lugar, y la segunda ronda de clasificación de la liga será para el equipo en séptimo lugar. El ganador también recibirá la DFL-Supercup al comienzo de la próxima temporada, y se enfrentará al campeón de la Bundesliga del año anterior, a menos que el mismo equipo gane la Bundesliga y la DFB-Pokal, completando un doblete. En ese caso, el subcampeón de la Bundesliga tomará el lugar y el anfitrión en su lugar.
El fixture es el siguiente:

## Partidos
Se llevaron a cabo un total de sesenta y tres partidos, comenzando con la primera ronda el 11 de septiembre de 2020 y culminando con la final el 13 de mayo de 2021 en el Olympiastadion en Berlín.
Los horarios hasta el 25 de octubre de 2020 y desde el 28 de marzo de 2021 son CEST (UTC+2). Los horarios del 26 de octubre de 2020 al 27 de marzo de 2021 son CET (UTC+1).

### Primera ronda
El sorteo de la primera ronda se celebró el 26 de julio de 2020 a las 18:30, con Fritz Keller y Heike Ullrich sorteando los partidos. Los treinta y dos partidos tuvieron lugar entre el 11 de septiembre y 3 de noviembre de 2020.
| 11 de septiembre de 2020, 20:45 | Eintracht Brunswick                                            | 5:4 (3:2)                     | Hertha Berlín                               | Eintracht-Stadion, Brunswick                            |                                                         |
|                                 | Kobylański 2' 44' 66' · Mittelstädt 17' (a.g.) · Abdullahi 73' | DFB Reporte Soccerway Reporte | Lukebakio 23' 83' · Cunha 29' · Pekarík 65' | Asistencia: 500 espectadores Árbitro(s): Tobias Stieler | Asistencia: 500 espectadores Árbitro(s): Tobias Stieler |

| 11 de septiembre de 2020, 20:45 | Havelse   | 1:5 (1:0)                     | Maguncia 05                                   | Opel Arena, Maguncia                                   |                                                        |
|                                 | Plume 17' | DFB Reporte Soccerway Reporte | Mateta 57' 79' 90' · Szalai 77' · Quaison 86' | Asistencia: 1000 espectadores Árbitro(s): Arne Aarnink | Asistencia: 1000 espectadores Árbitro(s): Arne Aarnink |

| 12 de septiembre de 2020, 15:30 | Núremberg | 0:3 (0:1)                     | RB Leipzig                           | Max-Morlock-Stadion, Núremberg                     |                                                    |
|                                 |           | DFB Reporte Soccerway Reporte | Haidara 3' · Poulsen 67' · Hwang 90' | Asistencia: 0 espectadores Árbitro(s): Marco Fritz | Asistencia: 0 espectadores Árbitro(s): Marco Fritz |

| 12 de septiembre de 2020, 15:30 | Todesfelde | 0:1 (0:0)                     | Osnabrück | Joda Sportpark, Todesfelde                               |                                                          |
|                                 |            | DFB Reporte Soccerway Reporte | Klaas 77' | Asistencia: 500 espectadores Árbitro(s): Patrick Ittrich | Asistencia: 500 espectadores Árbitro(s): Patrick Ittrich |

| 12 de septiembre de 2020, 15:30 | Unión Fürstenwalde | 1:4 (1:2)                     | Wolfsburgo                                          | AOK-Stadion, Wolfsburgo                                |                                                        |
|                                 | Geurts 9' (pen.)   | DFB Reporte Soccerway Reporte | João Victor 24' 29' · Gerhardt 60' · Guilavogui 77' | Asistencia: 0 espectadores Árbitro(s): Robert Schröder | Asistencia: 0 espectadores Árbitro(s): Robert Schröder |

| 12 de septiembre de 2020, 15:30 | 1860 Múnich          | 1:2 (0:0)                     | Eintracht Fráncfort  | Grünwalder Stadion, Múnich                             |                                                        |
|                                 | Steinhart 78' (pen.) | DFB Reporte Soccerway Reporte | Silva 51' · Dost 56' | Asistencia: 0 espectadores Árbitro(s): Martin Petersen | Asistencia: 0 espectadores Árbitro(s): Martin Petersen |

| 12 de septiembre de 2020, 15:30 | Engers 07 | 0:3 (0:1)                     | Bochum                               | Vonovia Ruhrstadion, Bochum                         |                                                     |
|                                 |           | DFB Reporte Soccerway Reporte | Žulj 23' · Zoller 52' · Pantović 65' | Asistencia: 0 espectadores Árbitro(s): Florian Heft | Asistencia: 0 espectadores Árbitro(s): Florian Heft |

| 12 de septiembre de 2020, 15:30 | Oberneuland | 0:8 (0:5)                     | Borussia Mönchengladbach                                                                    | Borussia-Park, Mönchengladbach                            |                                                           |
|                                 |             | DFB Reporte Soccerway Reporte | Herrmann 12' 13' · Hofmann 19' · Bensebaini 24' · Elvedi 35' · Neuhaus 52' 84' · Traoré 76' | Asistencia: 300 espectadores Árbitro(s): Sascha Stegemann | Asistencia: 300 espectadores Árbitro(s): Sascha Stegemann |

| 12 de septiembre de 2020, 15:30 | Altglienicke | 0:6 (0:3)                     | Colonia                                                                       | RheinEnergieStadion, Colonia                            |                                                         |
|                                 |              | DFB Reporte Soccerway Reporte | Hector 17' (pen.) · Rexhbeçaj 36' 63' · Czichos 43' · Özcan 68' · Drexler 85' | Asistencia: 300 espectadores Árbitro(s): Martin Thomsen | Asistencia: 300 espectadores Árbitro(s): Martin Thomsen |

| 12 de septiembre de 2020, 15:30 | Eintracht Celle | 0:7 (0:2)                     | Augsburgo                                                                                           | WWK Arena, Augsburgo                                   |                                                        |
|                                 |                 | DFB Reporte Soccerway Reporte | Vargas 20' · Caligiuri 29' · Finnbogason 47' (pen.) · Niederlechner 57' · Hahn 66' · Jensen 88' 90' | Asistencia: 0 espectadores Árbitro(s): Daniel Schlager | Asistencia: 0 espectadores Árbitro(s): Daniel Schlager |

| 12 de septiembre de 2020, 15:30 | Meinerzhagen | 1:6 (1:1, 0:0) (t. s.)        | Greuther Fürth                                                  | Sportpark Ronhof T. S., Fürth                           |                                                         |
|                                 | Wurm 50'     | DFB Reporte Soccerway Reporte | Ernst 72' · Green 98' · Meyerhöfer 103' 105' · Abiama 113' 118' | Asistencia: 0 espectadores Árbitro(s): Alexander Sather | Asistencia: 0 espectadores Árbitro(s): Alexander Sather |

| 12 de septiembre de 2020, 18:30 | Ingolstadt 04 | 0:1 (0:0)                     | Fortuna Düsseldorf | Audi Sportpark, Ingolstadt                            |                                                       |
|                                 |               | DFB Reporte Soccerway Reporte | Pledl 80'          | Asistencia: 0 espectadores Árbitro(s): Tobias Reichel | Asistencia: 0 espectadores Árbitro(s): Tobias Reichel |

| 12 de septiembre de 2020, 18:30 | Ulm                  | 2:0 (1:0)                     | Erzgebirge Aue | Donaustadion, Ulm                                       |                                                         |
|                                 | Rühle 37' · Higl 89' | DFB Reporte Soccerway Reporte |                | Asistencia: 140 espectadores Árbitro(s): Michael Bacher | Asistencia: 140 espectadores Árbitro(s): Michael Bacher |

| 12 de septiembre de 2020, 18:30 | Karlsruher | 0:1 (0:0, 0:0) (t. s.)        | Unión Berlín       | Wildparkstadion, Karlsruhe                               |                                                          |
|                                 |            | DFB Reporte Soccerway Reporte | Schlotterbeck 117' | Asistencia: 450 espectadores Árbitro(s): Benjamin Cortus | Asistencia: 450 espectadores Árbitro(s): Benjamin Cortus |

| 12 de septiembre de 2020, 20:45 | Carl Zeiss Jena | 0:2 (0:0)                     | Werder Bremen           | Ernst-Abbe-Sportfeld, Jena                               |                                                          |
|                                 |                 | DFB Reporte Soccerway Reporte | Sargent 49' · Chong 88' | Asistencia: 1600 espectadores Árbitro(s): Daniel Siebert | Asistencia: 1600 espectadores Árbitro(s): Daniel Siebert |

| 13 de septiembre de 2020, 15:30 | Chemnitzer                                     | 2:2 (1:1, 0:0) (t. s.)(2:3 p.) | Hoffenheim                                               | Stadion Chemnitz, Chemnitz                                   |                                                              |
|                                 | Freiberger 59' · Bickel 100'                   | DFB Reporte Soccerway Reporte  | Kramarić 48' 111' (pen.)                                 | Asistencia: 3095 espectadores Árbitro(s): Patrick Hanslbauer | Asistencia: 3095 espectadores Árbitro(s): Patrick Hanslbauer |
|                                 |                                                | Tiros desde el punto penal     |                                                          |                                                              |                                                              |
|                                 | Grym · Müller · Freiberger · Campulka · Bickel |                                | Kramarić · Belfodil · Gaćinović · Bičakčić · Baumgartner |                                                              |                                                              |

| 13 de septiembre de 2020, 15:30 | Rielasingen-Arlen | 1:7 (1:5)                     | Holstein Kiel                                                             | Holstein-Stadion, Kiel                                   |                                                          |
|                                 | Niedermann 3'     | DFB Reporte Soccerway Reporte | Wahl 15' · Serra 19' · Lee 22' 24' · Bartels 29' · Porath 63' · Reese 86' | Asistencia: 500 espectadores Árbitro(s): Christof Günsch | Asistencia: 500 espectadores Árbitro(s): Christof Günsch |

| 13 de septiembre de 2020, 15:30 | Eintracht Norderstedt | 0:7 (0:6)                     | Bayer Leverkusen                                                                    | BayArena, Leverkusen                                  |                                                       |
|                                 |                       | DFB Reporte Soccerway Reporte | L. Bender 4' · Amiri 10' 31' · Alario 12' · Wirtz 21' · Aránguiz 30' · Schick 77' · | Asistencia: 300 espectadores Árbitro(s): Sören Storks | Asistencia: 300 espectadores Árbitro(s): Sören Storks |

| 13 de septiembre de 2020, 15:30 | Kaiserslautern                                     | 1:1 (1:1, 0:1) (t. s.)(3:4 p.) | Jahn Ratisbona                                  | Fritz-Walter-Stadion, Kaiserslautern                   |                                                        |
|                                 | Kraus 64'                                          | DFB Reporte Soccerway Reporte  | Vrenezi 4'                                      | Asistencia: 0 espectadores Árbitro(s): Sven Waschitzki | Asistencia: 0 espectadores Árbitro(s): Sven Waschitzki |
|                                 |                                                    | Tiros desde el punto penal     |                                                 |                                                        |                                                        |
|                                 | Kraus · Hloušek · Skarlatidis · Pourié · Sickinger |                                | Wekesser · Gimber · Vrenezi · Elvedi · Palionis |                                                        |                                                        |

| 13 de septiembre de 2020, 15:30 | Hansa Rostock | 0:1 (0:1)                     | Stuttgart       | Ostseestadion, Rostock                                 |                                                        |
|                                 |               | DFB Reporte Soccerway Reporte | Wamangituka 42' | Asistencia: 7500 espectadores Árbitro(s): Felix Zwayer | Asistencia: 7500 espectadores Árbitro(s): Felix Zwayer |

| 13 de septiembre de 2020, 15:30 | Steinbach Haiger | 1:2 (1:2)                     | Sandhausen      | SIBRE-Sportpark, Haiger                                 |                                                         |
|                                 | Marquet 40'      | DFB Reporte Soccerway Reporte | Biada 23' 45+1' | Asistencia: 670 espectadores Árbitro(s): Nicolas Winter | Asistencia: 670 espectadores Árbitro(s): Nicolas Winter |

| 13 de septiembre de 2020, 15:30 | Elversberg                                         | 4:2 (2:1)                     | San Pauli                | Waldstadion, Elversberg                              |                                                      |
|                                 | Schnellbacher 16' 67' · Dragon 26' · Fellhauer 48' | DFB Reporte Soccerway Reporte | Knoll 7' · Benatelli 78' | Asistencia: 500 espectadores Árbitro(s): Timo Gerach | Asistencia: 500 espectadores Árbitro(s): Timo Gerach |

| 13 de septiembre de 2020, 15:30 | Wiedenbrück | 0:5 (0:3)                     | Paderborn 07                                    | Heidewald Stadion, Gütersloh                              |                                                           |
|                                 |             | DFB Reporte Soccerway Reporte | Michel 24' · Srbeny 32' 45+1' 58' · Führich 83' | Asistencia: 120 espectadores Árbitro(s): Frank Willenborg | Asistencia: 120 espectadores Árbitro(s): Frank Willenborg |

| 13 de septiembre de 2020, 18:30 | Wehen Wiesbaden | 1:0 (0:0)                     | Heidenheim | BRITA-Arena, Wiesbaden                                  |                                                         |
|                                 | Tietz 61'       | DFB Reporte Soccerway Reporte |            | Asistencia: 250 espectadores Árbitro(s): Benjamin Brand | Asistencia: 250 espectadores Árbitro(s): Benjamin Brand |

| 13 de septiembre de 2020, 18:30 | Waldhof Mannheim | 1:2 (0:1)                     | Friburgo              | Carl-Benz-Stadion, Mannheim                             |                                                         |
|                                 | Martinović 56'   | DFB Reporte Soccerway Reporte | Kwon 19' · Schmid 79' | Asistencia: 460 espectadores Árbitro(s): Markus Schmidt | Asistencia: 460 espectadores Árbitro(s): Markus Schmidt |

| 13 de septiembre de 2020, 18:30 | Magdeburgo            | 2:3 (2:2, 2:0) (t. s.)        | Darmstadt 98                         | MDCC-Arena, Magdeburgo                                 |                                                        |
|                                 | Müller 14' · Beck 26' | DFB Reporte Soccerway Reporte | Mehlem 53' · Kempe 66' · Honsak 100' | Asistencia: 5000 espectadores Árbitro(s): Manuel Gräfe | Asistencia: 5000 espectadores Árbitro(s): Manuel Gräfe |

| 14 de septiembre de 2020, 18:30 | Dinamo Dresde                                           | 4:1 (2:0)                     | Hamburgo  | Rudolf-Harbig-Stadion, Dresde                                  |                                                                |
|                                 | Stark 3' · Becker 16' · Daferner 53' · Mai 90+5' (pen.) | DFB Reporte Soccerway Reporte | Onana 89' | Asistencia: 10 056 espectadores Árbitro(s): Florian Badstübner | Asistencia: 10 056 espectadores Árbitro(s): Florian Badstübner |

| 14 de septiembre de 2020, 18:30 | Wurzburgo Kickers                 | 2:3 (0:1)                     | Hannover 96                            | Flyeralarm Arena, Wurzburgo                        |                                                    |
|                                 | Feick 89' · Herrmann 90+5' (pen.) | DFB Reporte Soccerway Reporte | Weydandt 23' · Kaiser 59' · Hübers 78' | Asistencia: 0 espectadores Árbitro(s): Patrick Alt | Asistencia: 0 espectadores Árbitro(s): Patrick Alt |

| 14 de septiembre de 2020, 18:30 | Rot-Weiss Essen | 1:0 (1:0)                     | Arminia Bielefeld | Stadion Essen, Essen                                 |                                                      |
|                                 | Engelmann 33'   | DFB Reporte Soccerway Reporte |                   | Asistencia: 300 espectadores Árbitro(s): Harm Osmers | Asistencia: 300 espectadores Árbitro(s): Harm Osmers |

| 14 de septiembre de 2020, 20:45 | Duisburgo | 0:5 (0:3)                     | Borussia Dortmund                                                      | Schauinsland-Reisen-Arena, Duisburgo                   |                                                        |
|                                 |           | DFB Reporte Soccerway Reporte | Sancho 14' (pen.) · Bellingham 30' · Hazard 39' · Reyna 50' · Reus 58' | Asistencia: 300 espectadores Árbitro(s): Robert Kampka | Asistencia: 300 espectadores Árbitro(s): Robert Kampka |

| 15 de octubre de 2020, 20:45 | Düren | 0:3 (0:2)                     | Bayern Múnich                            | Allianz Arena, Múnich                                      |                                                            |
|                              |       | DFB Reporte Soccerway Reporte | Coupo-Moting 24' 75' · Müller 36' (pen.) | Asistencia: 0 espectadores Árbitro(s): Matthias Jöllenbeck | Asistencia: 0 espectadores Árbitro(s): Matthias Jöllenbeck |

| 3 de noviembre de 2020, 16:30 | Schweinfurt 05 | 1:4 (1:2)                     | Schalke 04                                | Veltins-Arena, Gelsenkirchen                          |                                                       |
|                               | Thomann 37'    | DFB Reporte Soccerway Reporte | Ibišević 39' · Schöpf 44' 81' · Raman 86' | Asistencia: 0 espectadores Árbitro(s): Sven Jablonski | Asistencia: 0 espectadores Árbitro(s): Sven Jablonski |

### Segunda ronda
El sorteo de la segunda ronda se llevó a cabo el 8 de noviembre de 2020 a las 18:30, donde Inka Grings sorteó los partidos. Originalmente estaba programado para el 18 de octubre de 2020 a las 18:00, pero se retrasó debido al aplazamiento de un partido de primera ronda hasta noviembre de 2020. Los dieciséis partidos se disputaron del 22 al 23 de diciembre de 2020 además del 12 y 13 de enero de 2021.
| 22 de diciembre de 2020, 18:30 | Ulm          | 1:3 (0:1)                     | Schalke 04                  | Veltins-Arena, Gelsenkirchen                           |                                                        |
|                                | Reichert 81' | DFB Reporte Soccerway Reporte | Serdar 27' · Raman 51', 63' | Asistencia: 0 espectadores Árbitro(s): Daniel Schlager | Asistencia: 0 espectadores Árbitro(s): Daniel Schlager |

| 22 de diciembre de 2020, 18:30 | Colonia       | 1:0 (1:0)                     | Osnabrück | RheinEnergieStadion, Colonia                           |                                                        |
|                                | Modeste 45+1' | DFB Reporte Soccerway Reporte |           | Asistencia: 0 espectadores Árbitro(s): Robert Hartmann | Asistencia: 0 espectadores Árbitro(s): Robert Hartmann |

| 22 de diciembre de 2020, 18:30 | Augsburgo | 0:3 (0:1)                     | RB Leipzig                             | WWK Arena, Augsburgo                                    |                                                         |
|                                |           | DFB Reporte Soccerway Reporte | Orban 11' · Poulsen 75' · Angeliño 82' | Asistencia: 0 espectadores Árbitro(s): Sascha Stegemann | Asistencia: 0 espectadores Árbitro(s): Sascha Stegemann |

| 22 de diciembre de 2020, 18:30 | Hoffenheim                                                                       | 2:2 (2:2, 1:1) (t. s.)(6:7 p.) | Greuther Fürth                                                                   | PreZero Arena, Sinsheim                             |                                                     |
|                                | Kramarić 13' · Akpoguma 49'                                                      | DFB Reporte Soccerway Reporte  | Ernst 21' · Meyerhöfer 46'                                                       | Asistencia: 0 espectadores Árbitro(s): Sören Storks | Asistencia: 0 espectadores Árbitro(s): Sören Storks |
|                                |                                                                                  | Tiros desde el punto penal     |                                                                                  |                                                     |                                                     |
|                                | Kramarić · Rudy · Skov · Adamyan · Vogt · Bogarde · Akpoguma · Sessegnon · Kasim |                                | Bauer · Raum · Seguin · Sarpei · Hrgota · Ernst · Jaeckel · Tillman · Meyerhöfer |                                                     |                                                     |

| 22 de diciembre de 2020, 20:00 | Eintracht Brunswick | 0:2 (0:1)                     | Borussia Dortmund          | Eintracht-Stadion, Brunswick                           |                                                        |
|                                |                     | DFB Reporte Soccerway Reporte | Hummels 12' · Sancho 90+2' | Asistencia: 0 espectadores Árbitro(s): Benjamin Cortus | Asistencia: 0 espectadores Árbitro(s): Benjamin Cortus |

| 22 de diciembre de 2020, 20:45 | Elversberg | 0:5 (0:3)                     | Borussia Mönchengladbach                                              | Waldstadion, Elversberg                               |                                                       |
|                                |            | DFB Reporte Soccerway Reporte | Wolf 5' · Bénes 21' · Stindl 35' · Herrmann 69' · Villalba 83' (pen.) | Asistencia: 0 espectadores Árbitro(s): Markus Schmidt | Asistencia: 0 espectadores Árbitro(s): Markus Schmidt |

| 22 de diciembre de 2020, 20:45 | Dinamo Dresde | 0:3 (0:1)                     | Darmstadt 98                             | Rudolf-Harbig-Stadion, Dresde                         |                                                       |
|                                |               | DFB Reporte Soccerway Reporte | Schnellhardt 24' · Paik 59' · Dursun 71' | Asistencia: 0 espectadores Árbitro(s): Sven Jablonski | Asistencia: 0 espectadores Árbitro(s): Sven Jablonski |

| 22 de diciembre de 2020, 20:45 | Unión Berlín                     | 2:3 (1:3)                     | Paderborn 07                | Stadion Alten Försterei, Berlín                         |                                                         |
|                                | Prömel 6' · Hünemeier 57' (a.g.) | DFB Reporte Soccerway Reporte | Michel 3', 36' · Srbeny 31' | Asistencia: 0 espectadores Árbitro(s): Frank Willenborg | Asistencia: 0 espectadores Árbitro(s): Frank Willenborg |

| 23 de diciembre de 2020, 18:30 | Rot-Weiss Essen                             | 3:2 (2:1)                     | Fortuna Düsseldorf       | Stadion Essen, Essen                                       |                                                            |
|                                | Engelmann 15' · Kehl-Gómez 39' · Kefkir 70' | DFB Reporte Soccerway Reporte | Hennings 36', 87' (pen.) | Asistencia: 0 espectadores Árbitro(s): Matthias Jöllenbeck | Asistencia: 0 espectadores Árbitro(s): Matthias Jöllenbeck |

| 23 de diciembre de 2020, 18:30 | Wolfsburgo                                           | 4:0 (3:0)                     | Sandhausen | Volkswagen Arena, Wolfsburgo                          |                                                       |
|                                | Gerhardt 27' · Weghorst 29', 90+1' · João Victor 41' | DFB Reporte Soccerway Reporte |            | Asistencia: 0 espectadores Árbitro(s): Guido Winkmann | Asistencia: 0 espectadores Árbitro(s): Guido Winkmann |

| 23 de diciembre de 2020, 20:45 | Stuttgart     | 1:0 (1:0)                     | Friburgo | Mercedes-Benz Arena, Stuttgart                     |                                                    |
|                                | Kalajdžić 15' | DFB Reporte Soccerway Reporte |          | Asistencia: 0 espectadores Árbitro(s): Felix Brych | Asistencia: 0 espectadores Árbitro(s): Felix Brych |

| 23 de diciembre de 2020, 20:45 | Wehen Wiesbaden                   | 0:0 (t. s.)(2:4 p.)           | Jahn Ratisbona                     | BRITA-Arena, Wiesbaden                                |                                                       |
|                                |                                   | DFB Reporte Soccerway Reporte |                                    | Asistencia: 0 espectadores Árbitro(s): Tobias Reichel | Asistencia: 0 espectadores Árbitro(s): Tobias Reichel |
|                                |                                   | Tiros desde el punto penal    |                                    |                                                       |                                                       |
|                                | Kempe · Tietz · Gürleyen · Prokop |                               | Wekesser · Albers · George · Opoku |                                                       |                                                       |

| 23 de diciembre de 2020, 20:45 | Hannover 96 | 0:3 (0:2)                     | Werder Bremen                               | HDI-Arena, Hannover                                 |                                                     |
|                                |             | DFB Reporte Soccerway Reporte | Gebre Selassie 30' · Sargent 32' · Mbom 60' | Asistencia: 0 espectadores Árbitro(s): Manuel Gräfe | Asistencia: 0 espectadores Árbitro(s): Manuel Gräfe |

| 23 de diciembre de 2020, 20:45 | Maguncia 05              | 2:2 (2:2, 1:1) (t. s.)(0:3 p.) | Bochum                        | Opel Arena, Maguncia                                   |                                                        |
|                                | Boëtius 7' · Latza 55'   | DFB Reporte Soccerway Reporte  | Holtmann 66' · Tesche 90+4'   | Asistencia: 0 espectadores Árbitro(s): Martin Petersen | Asistencia: 0 espectadores Árbitro(s): Martin Petersen |
|                                |                          | Tiros desde el punto penal     |                               |                                                        |                                                        |
|                                | Szalai · Stöger · Mateta |                                | Pantović · Mašović · Ganvoula |                                                        |                                                        |

| 12 de enero de 2021, 20:45 | Bayer Leverkusen                                 | 4:1 (1:1)                     | Eintracht Fráncfort | BayArena, Leverkusen                                     |                                                          |
|                            | Alario 27' (pen.) · Tapsoba 49' · Diaby 67', 87' | DFB Reporte Soccerway Reporte | Younes 6'           | Asistencia: 0 espectadores Árbitro(s): Christian Dingert | Asistencia: 0 espectadores Árbitro(s): Christian Dingert |

| 13 de enero de 2021, 20:45 | Holstein Kiel                                     | 2:2 (2:2, 1:1) (t. s.)(6:5 p.) | Bayern Múnich                                         | Holstein-Stadion, Kiel                                 |                                                        |
|                            | Bartels 37' · Wahl 90+5'                          | DFB Reporte Soccerway Reporte  | Gnabry 14' · Sané 47'                                 | Asistencia: 0 espectadores Árbitro(s): Robert Schröder | Asistencia: 0 espectadores Árbitro(s): Robert Schröder |
|                            |                                                   | Tiros desde el punto penal     |                                                       |                                                        |                                                        |
|                            | Wahl · Arslan · Serra · Lee · Hauptmann · Bartels |                                | Lewandowski · Kimmich · Müller · Alaba · Costa · Roca |                                                        |                                                        |

### Fase final
|  | Octavos de final          | Octavos de final  |                          |       | Cuartos de final           | Cuartos de final           |  |  | Semifinales             | Semifinales             |  |  | Final      | Final      |
|  | 2 y 3 de febrero          | 2 y 3 de febrero  |                          |       | 2, 3 de marzo y 7 de abril | 2, 3 de marzo y 7 de abril |  |  | 30 de abril y 1 de mayo | 30 de abril y 1 de mayo |  |  | 13 de mayo | 13 de mayo |
|  |                           |                   |                          |       |                            |                            |  |  |                         |                         |  |  |            |            |
|  |                           |                   |                          |       |                            |                            |  |  |                         |                         |  |  |            |            |
|  |                           |                   |                          |       |                            |                            |  |  |                         |                         |  |  |            |            |
|  | RB Leipzig                | 4                 |                          |       |                            |                            |  |  |                         |                         |  |  |            |            |
|  | RB Leipzig                | 4                 |                          |       |                            |                            |  |  |                         |                         |  |  |            |            |
|  | Bochum                    | 0                 |                          |       |                            |                            |  |  |                         |                         |  |  |            |            |
|  | Bochum                    | 0                 | RB Leipzig               | 2     |                            |                            |  |  |                         |                         |  |  |            |            |
|  |                           |                   |                          | 2     |                            |                            |  |  |                         |                         |  |  |            |            |
|  |                           | Wolfsburgo        | 0                        |       |                            |                            |  |  |                         |                         |  |  |            |            |
|  | Wolfsburgo                | Wolfsburgo        | 0                        | 1     |                            |                            |  |  |                         |                         |  |  |            |            |
|  | Wolfsburgo                |                   |                          | 1     |                            |                            |  |  |                         |                         |  |  |            |            |
|  | Schalke 04                | 0                 |                          |       |                            |                            |  |  |                         |                         |  |  |            |            |
|  | Schalke 04                | 0                 | RB Leipzig (t. s.)       | 2     |                            |                            |  |  |                         |                         |  |  |            |            |
|  |                           |                   |                          | 2     |                            |                            |  |  |                         |                         |  |  |            |            |
|  |                           | Werder Bremen     | 1                        |       |                            |                            |  |  |                         |                         |  |  |            |            |
|  | Jahn Ratisbona (p.)       | Werder Bremen     | 1                        | 2 (4) |                            |                            |  |  |                         |                         |  |  |            |            |
|  | Jahn Ratisbona (p.)       |                   |                          | 2 (4) |                            |                            |  |  |                         |                         |  |  |            |            |
|  | Colonia                   | 2 (3)             |                          |       |                            |                            |  |  |                         |                         |  |  |            |            |
|  | Colonia                   | 2 (3)             | Jahn Ratisbona           | 0     |                            |                            |  |  |                         |                         |  |  |            |            |
|  |                           |                   |                          | 0     |                            |                            |  |  |                         |                         |  |  |            |            |
|  |                           | Werder Bremen     | 1                        |       |                            |                            |  |  |                         |                         |  |  |            |            |
|  | Werder Bremen             | Werder Bremen     | 1                        | 2     |                            |                            |  |  |                         |                         |  |  |            |            |
|  | Werder Bremen             |                   |                          | 2     |                            |                            |  |  |                         |                         |  |  |            |            |
|  | Greuther Fürth            | 0                 |                          |       |                            |                            |  |  |                         |                         |  |  |            |            |
|  | Greuther Fürth            | 0                 | RB Leipzig               | 1     |                            |                            |  |  |                         |                         |  |  |            |            |
|  |                           |                   |                          | 1     |                            |                            |  |  |                         |                         |  |  |            |            |
|  |                           | Borussia Dortmund | 4                        |       |                            |                            |  |  |                         |                         |  |  |            |            |
|  | Stuttgart                 | Borussia Dortmund | 4                        | 1     |                            |                            |  |  |                         |                         |  |  |            |            |
|  | Stuttgart                 |                   |                          | 1     |                            |                            |  |  |                         |                         |  |  |            |            |
|  | Borussia Mönchengladbach  | 2                 |                          |       |                            |                            |  |  |                         |                         |  |  |            |            |
|  | Borussia Mönchengladbach  | 2                 | Borussia Mönchengladbach | 0     |                            |                            |  |  |                         |                         |  |  |            |            |
|  |                           |                   |                          | 0     |                            |                            |  |  |                         |                         |  |  |            |            |
|  |                           | Borussia Dortmund | 1                        |       |                            |                            |  |  |                         |                         |  |  |            |            |
|  | Borussia Dortmund (t. s.) | Borussia Dortmund | 1                        | 3     |                            |                            |  |  |                         |                         |  |  |            |            |
|  | Borussia Dortmund (t. s.) |                   |                          | 3     |                            |                            |  |  |                         |                         |  |  |            |            |
|  | Paderborn 07              | 2                 |                          |       |                            |                            |  |  |                         |                         |  |  |            |            |
|  | Paderborn 07              | 2                 | Borussia Dortmund        | 5     |                            |                            |  |  |                         |                         |  |  |            |            |
|  |                           |                   |                          | 5     |                            |                            |  |  |                         |                         |  |  |            |            |
|  |                           | Holstein Kiel     | 0                        |       |                            |                            |  |  |                         |                         |  |  |            |            |
|  | Rot-Weiss Essen (t. s.)   | Holstein Kiel     | 0                        | 2     |                            |                            |  |  |                         |                         |  |  |            |            |
|  | Rot-Weiss Essen (t. s.)   |                   |                          | 2     |                            |                            |  |  |                         |                         |  |  |            |            |
|  | Bayer Leverkusen          | 1                 |                          |       |                            |                            |  |  |                         |                         |  |  |            |            |
|  | Bayer Leverkusen          | 1                 | Rot-Weiss Essen          | 0     |                            |                            |  |  |                         |                         |  |  |            |            |
|  |                           |                   |                          | 0     |                            |                            |  |  |                         |                         |  |  |            |            |
|  |                           | Holstein Kiel     | 3                        |       |                            |                            |  |  |                         |                         |  |  |            |            |
|  | Holstein Kiel (p.)        | Holstein Kiel     | 3                        | 1 (7) |                            |                            |  |  |                         |                         |  |  |            |            |
|  | Holstein Kiel (p.)        |                   |                          | 1 (7) |                            |                            |  |  |                         |                         |  |  |            |            |
|  | Darmstadt 98              | 1 (6)             |                          |       |                            |                            |  |  |                         |                         |  |  |            |            |
|  | Darmstadt 98              | 1 (6)             |                          |       |                            |                            |  |  |                         |                         |  |  |            |            |

### Octavos de final
El sorteo de los octavos de final se celebró el 3 de enero de 2021 a las 17:30, con Sven Hannawald sorteando los partidos. Los ocho partidos tuvieron lugar del 2 al 3 de febrero de 2021.
| 2 de febrero de 2021, 18:30 | Rot-Weiss Essen              | 2:1 (0:0, 0:0) (t. s.)        | Bayer Leverkusen | Stadion Essen, Essen                                   |                                                        |
|                             | Kefkir 108' · Engelmann 117' | DFB Reporte Soccerway Reporte | Bailey 105'      | Asistencia: 0 espectadores Árbitro(s): Daniel Schlager | Asistencia: 0 espectadores Árbitro(s): Daniel Schlager |

| 2 de febrero de 2021, 18:30 | Holstein Kiel                                                                   | 1:1 (1:1, 0:0) (t. s.)(7:6 p.) | Darmstadt 98                                                           | Holstein-Stadion, Kiel                              |                                                     |
|                             | Serra 58'                                                                       | DFB Reporte Soccerway Reporte  | Dursun 86'                                                             | Asistencia: 0 espectadores Árbitro(s): Sören Storks | Asistencia: 0 espectadores Árbitro(s): Sören Storks |
|                             |                                                                                 | Tiros desde el punto penal     |                                                                        |                                                     |                                                     |
|                             | Wahl · Arslan · Serra · Porath · Lee · Bartels · Hauptmann · Kirkeskov · Lorenz |                                | Mehlem · Dursun · Holland · Mai · Paik · Höhn · Honsak · Rapp · Skarke |                                                     |                                                     |

| 2 de febrero de 2021, 20:45 | Borussia Dortmund                 | 3:2 (2:2, 2:0) (t. s.)        | Paderborn 07                     | Signal Iduna Park, Dortmund                           |                                                       |
|                             | Can 6' · Sancho 16' · Haaland 95' | DFB Reporte Soccerway Reporte | Justvan 79' · Owusu 90+7' (pen.) | Asistencia: 0 espectadores Árbitro(s): Tobias Stieler | Asistencia: 0 espectadores Árbitro(s): Tobias Stieler |

| 2 de febrero de 2021, 20:45 | Werder Bremen         | 2:0 (1:0)                     | Greuther Fürth | Wohninvest Weserstadion, Bremen                       |                                                       |
|                             | Möhwald 12' · Agu 73' | DFB Reporte Soccerway Reporte |                | Asistencia: 0 espectadores Árbitro(s): Guido Winkmann | Asistencia: 0 espectadores Árbitro(s): Guido Winkmann |

| 3 de febrero de 2021, 18:30 | RB Leipzig                                             | 4:0 (2:0)                     | Bochum | Red Bull Arena, Leipzig                                |                                                        |
|                             | Haidara 11' · Sabitzer 45+1' (pen.) · Poulsen 66', 75' | DFB Reporte Soccerway Reporte |        | Asistencia: 0 espectadores Árbitro(s): Bastian Dankert | Asistencia: 0 espectadores Árbitro(s): Bastian Dankert |

| 3 de febrero de 2021, 18:30 | Wolfsburgo   | 1:0 (1:0)                     | Schalke 04 | Volkswagen Arena, Wolfsburgo                        |                                                     |
|                             | Weghorst 40' | DFB Reporte Soccerway Reporte |            | Asistencia: 0 espectadores Árbitro(s): Felix Zwayer | Asistencia: 0 espectadores Árbitro(s): Felix Zwayer |

| 3 de febrero de 2021, 20:45 | Jahn Ratisbona                                    | 2:2 (2:2, 2:2) (t. s.)(4:3 p.) | Colonia                                   | Jahnstadion Regensburg, Ratisbona                      |                                                        |
|                             | Kennedy 35' · George 43'                          | DFB Reporte Soccerway Reporte  | Jakobs 4' · Dennis 22'                    | Asistencia: 0 espectadores Árbitro(s): Robert Hartmann | Asistencia: 0 espectadores Árbitro(s): Robert Hartmann |
|                             |                                                   | Tiros desde el punto penal     |                                           |                                                        |                                                        |
|                             | Wekesser · Gimber · Albers · Vrenezi · Besuschkow |                                | Czichos · Özcan · Arokodare · Meré · Horn |                                                        |                                                        |

| 3 de febrero de 2021, 20:45 | Stuttgart      | 1:2 (1:1)                     | Borussia Mönchengladbach | Mercedes-Benz Arena, Stuttgart                        |                                                       |
|                             | Wamangituka 2' | DFB Reporte Soccerway Reporte | Thuram 45+1' · Pléa 50'  | Asistencia: 0 espectadores Árbitro(s): Daniel Siebert | Asistencia: 0 espectadores Árbitro(s): Daniel Siebert |

### Cuartos de final
El sorteo de los cuartos de final se llevó a cabo el 7 de febrero de 2021 a las 18:30, con Boris Herrmann sorteando los partidos. Los cuatro partidos tuvieron lugar del 2 de marzo al 7 de abril de 2021.
| 2 de marzo de 2021, 20:45 | Borussia Mönchengladbach | 0:1 (0:0)                     | Borussia Dortmund | Borussia-Park, Mönchengladbach                          |                                                         |
|                           |                          | DFB Reporte Soccerway Reporte | Sancho 67'        | Asistencia: 0 espectadores Árbitro(s): Sascha Stegemann | Asistencia: 0 espectadores Árbitro(s): Sascha Stegemann |

| 3 de marzo de 2021, 18:30 | Rot-Weiss Essen | 0:3 (0:2)                     | Holstein Kiel                             | Stadion Essen, Essen                                  |                                                       |
|                           |                 | DFB Reporte Soccerway Reporte | Mühling 26' (pen.) · Serra 28' · Mees 90' | Asistencia: 0 espectadores Árbitro(s): Markus Schmidt | Asistencia: 0 espectadores Árbitro(s): Markus Schmidt |

| 3 de marzo de 2021, 20:45 | RB Leipzig                       | 2:0 (0:0)                     | Wolfsburgo | Red Bull Arena, Leipzig                            |                                                    |
|                           | Poulsen 63' · Hwang Hee-chan 88' | DFB Reporte Soccerway Reporte |            | Asistencia: 0 espectadores Árbitro(s): Marco Fritz | Asistencia: 0 espectadores Árbitro(s): Marco Fritz |

| 7 de abril de 2021, 18:30 | Jahn Ratisbona | 0:1 (0:0)                     | Werder Bremen | Jahnstadion Regensburg, Ratisbona                     |                                                       |
|                           |                | DFB Reporte Soccerway Reporte | Osako 52'     | Asistencia: 0 espectadores Árbitro(s): Guido Winkmann | Asistencia: 0 espectadores Árbitro(s): Guido Winkmann |

### Semifinales
El sorteo de las semifinales se llevó a cabo el 7 de marzo de 2021 a las 18:30 con Bärbel Wohlleben sorteando los partidos. Los dos partidos tuvieron lugar el 30 de abril y 1 de mayo de 2021.
| 30 de abril de 2021, 20:30 | Werder Bremen      | 1:2 (0:0, 0:0) (t. s.)        | RB Leipzig                           | Wohninvest Weserstadion, Bremen                     |                                                     |
|                            | Bittencourt 105+1' | DFB Reporte Soccerway Reporte | Hwang Hee-chan 93' · Forsberg 120+1' | Asistencia: 0 espectadores Árbitro(s): Manuel Gräfe | Asistencia: 0 espectadores Árbitro(s): Manuel Gräfe |

| 1 de mayo de 2021, 20:30 | Borussia Dortmund                                       | 5:0 (5:0)                     | Holstein Kiel | Signal Iduna Park, Dortmund                              |                                                          |
|                          | Reyna 16', 22' · Reus 26' · Hazard 32' · Bellingham 41' | DFB Reporte Soccerway Reporte |               | Asistencia: 0 espectadores Árbitro(s): Christian Dingert | Asistencia: 0 espectadores Árbitro(s): Christian Dingert |

### Final
| 13 de mayo de 2021, 20:45 | RB Leipzig | 1:4 (0:3)                     | Borussia Dortmund                   | Estadio Olímpico, Berlín                           |                                                    |
|                           | Olmo 71'   | DFB Reporte Soccerway Reporte | Sancho 5', 45+1' · Haaland 28', 87' | Asistencia: 0 espectadores Árbitro(s): Felix Brych | Asistencia: 0 espectadores Árbitro(s): Felix Brych |

| 1          | Guardameta     | Péter Gulácsi      |     |
| 16         | Defensa        | Lukas Klostermann  |     |
| 5          | Defensa        | Dayot Upamecano    |     |
| 23         | Defensa        | Marcel Halstenberg |     |
| 44         | Centrocampista | Kevin Kampl        | 62' |
| 22         | Centrocampista | Nordi Mukiele      | 62' |
| 25         | Centrocampista | Dani Olmo          |     |
| 8          | Centrocampista | Amadou Haidara     | 70' |
| 7          | Centrocampista | Marcel Sabitzer    |     |
| 19         | Delantero      | Alexander Sørloth  | 46' |
| 11         | Delantero      | Hwang Hee-chan     | 46' |
| Entrenador | Entrenador     | Julian Nagelsmann  |     |

| 1          | Guardameta     | Roman Bürki       |       |
| 26         | Defensa        | Łukasz Piszczek   |       |
| 16         | Defensa        | Manuel Akanji     |       |
| 15         | Defensa        | Mats Hummels      |       |
| 13         | Defensa        | Raphaël Guerreiro |       |
| 22         | Centrocampista | Jude Bellingham   | 46'   |
| 23         | Centrocampista | Emre Can          |       |
| 8          | Centrocampista | Mahmoud Dahoud    | 74'   |
| 11         | Centrocampista | Marco Reus        | 90+2' |
| 9          | Delantero      | Erling Haaland    | 90+2' |
| 7          | Delantero      | Jadon Sancho      | 89'   |
| Entrenador | Entrenador     | Edin Terzić       |       |

| 18 | Centrocampista | Christopher Nkunku | 46' |
| 9  | Delantero      | Yussuf Poulsen     | 46' |
| 11 | Delantero      | Emil Forsberg      | 62' |
| 27 | Centrocampista | Konrad Laimer      | 62' |
| 39 | Defensa        | Benjamin Henrichs  | 70' |

| 10 | Delantero      | Thorgan Hazard | 46'   |
| 6  | Centrocampista | Thomas Delaney | 74'   |
| 24 | Defensa        | Thomas Meunier | 89'   |
| 32 | Centrocampista | Giovanni Reyna | 90+2' |
| 19 | Centrocampista | Julian Brandt  | 90+2' |

| Anotado | 71' | Dani Olmo | 1−3 |

| Anotado | 5'    | Jadon Sancho   | 0−1 |
| Anotado | 28'   | Erling Haaland | 0−2 |
| Anotado | 45+1' | Jadon Sancho   | 0−3 |
| Anotado | 87'   | Erling Haaland | 1−4 |

| Amonestado | 45+1' | Dayot Upamecano |
| Amonestado | 81'   | Dani Olmo       |

| Amonestado | 15' | Emre Can        |
| Amonestado | 25' | Jude Bellingham |
| Amonestado | 50' | Mahmoud Dahoud  |
| Amonestado | 81' | Jadon Sancho    |
| Amonestado | 90' | Mats Hummels    |

| Árbitro             | Felix Brych      |
| Árbitros asistentes | Mark Borsch      |
| Árbitros asistentes | Stefan Lupp      |
| Cuarto Árbitro      | Sascha Stegemann |
| Adicionales VAR     | Günter Perl      |
| Adicionales VAR     | Markus Häcker    |

| 1          | Guardameta     | Péter Gulácsi      |     |
| 16         | Defensa        | Lukas Klostermann  |     |
| 5          | Defensa        | Dayot Upamecano    |     |
| 23         | Defensa        | Marcel Halstenberg |     |
| 44         | Centrocampista | Kevin Kampl        | 62' |
| 22         | Centrocampista | Nordi Mukiele      | 62' |
| 25         | Centrocampista | Dani Olmo          |     |
| 8          | Centrocampista | Amadou Haidara     | 70' |
| 7          | Centrocampista | Marcel Sabitzer    |     |
| 19         | Delantero      | Alexander Sørloth  | 46' |
| 11         | Delantero      | Hwang Hee-chan     | 46' |
| Entrenador | Entrenador     | Julian Nagelsmann  |     |

| 1          | Guardameta     | Roman Bürki       |       |
| 26         | Defensa        | Łukasz Piszczek   |       |
| 16         | Defensa        | Manuel Akanji     |       |
| 15         | Defensa        | Mats Hummels      |       |
| 13         | Defensa        | Raphaël Guerreiro |       |
| 22         | Centrocampista | Jude Bellingham   | 46'   |
| 23         | Centrocampista | Emre Can          |       |
| 8          | Centrocampista | Mahmoud Dahoud    | 74'   |
| 11         | Centrocampista | Marco Reus        | 90+2' |
| 9          | Delantero      | Erling Haaland    | 90+2' |
| 7          | Delantero      | Jadon Sancho      | 89'   |
| Entrenador | Entrenador     | Edin Terzić       |       |

| 18 | Centrocampista | Christopher Nkunku | 46' |
| 9  | Delantero      | Yussuf Poulsen     | 46' |
| 11 | Delantero      | Emil Forsberg      | 62' |
| 27 | Centrocampista | Konrad Laimer      | 62' |
| 39 | Defensa        | Benjamin Henrichs  | 70' |

| 10 | Delantero      | Thorgan Hazard | 46'   |
| 6  | Centrocampista | Thomas Delaney | 74'   |
| 24 | Defensa        | Thomas Meunier | 89'   |
| 32 | Centrocampista | Giovanni Reyna | 90+2' |
| 19 | Centrocampista | Julian Brandt  | 90+2' |

| Anotado | 71' | Dani Olmo | 1−3 |

| Anotado | 5'    | Jadon Sancho   | 0−1 |
| Anotado | 28'   | Erling Haaland | 0−2 |
| Anotado | 45+1' | Jadon Sancho   | 0−3 |
| Anotado | 87'   | Erling Haaland | 1−4 |

| Amonestado | 45+1' | Dayot Upamecano |
| Amonestado | 81'   | Dani Olmo       |

| Amonestado | 15' | Emre Can        |
| Amonestado | 25' | Jude Bellingham |
| Amonestado | 50' | Mahmoud Dahoud  |
| Amonestado | 81' | Jadon Sancho    |
| Amonestado | 90' | Mats Hummels    |

| Árbitro             | Felix Brych      |
| Árbitros asistentes | Mark Borsch      |
| Árbitros asistentes | Stefan Lupp      |
| Cuarto Árbitro      | Sascha Stegemann |
| Adicionales VAR     | Günter Perl      |
| Adicionales VAR     | Markus Häcker    |

| DFB Pokal Trophy                     |
|                                      |
| Campeón Borussia Dortmund 5.° título |

## Máximos goleadores
| Jugador          | Equipo                   | Goles |
| ---------------- | ------------------------ | ----- |
| Jadon Sancho     | Borussia Dortmund        | 6     |
| Yussuf Poulsen   | RB Leipzig               | 5     |
| Dennis Srbeny    | Paderborn 07             | 4     |
| Simon Engelmann  | Rot-Weiss Essen          | 3     |
| Erling Haaland   | Borussia Dortmund        | 3     |
| Patrick Herrmann | Borussia Mönchengladbach | 3     |